# Timur Bekmambetov
Timur Nuruachitovič Bekmambetov (in russo Тимур Нуруахитович Бекмамбетов?; in kazako Темір Нұрбақытұлы Бекмамбетов?, Temir Nurbaqytuly Bekmambetov; Gurjev, 25 giugno 1961) è un regista e produttore cinematografico kazako naturalizzato russo.

## Biografia
Nato a Gurjev (od. Atyrau), nell'allora repubblica kazaka dell'URSS, è figlio di Nuruakhit Bekmambetov, manager della Guryev Energy Company, e di Mira Bogoslavskaja, giornalista. All'età di diciotto anni si trasferisce a Mosca, dove studia ingegneria presso il Mosca Energy Institute, ma ben presto abbandona gli studi. Tra il 1987 e il 1988 presta servizio militare in Turkmenistan, nell'Armata Rossa, divisione artiglieria. Influenzato dalla frequentazione di vari artisti, si appassiona al teatro e alle arti visive, finendo per diplomarsi in scenografia. Dopo il diploma inizia a lavorare nei teatri e in vari set cinematografici.
Tra i suoi primi lavori come regista, ha realizzato la co-produzione russa-statunitense The Arena, del 2001, remake de La rivolta delle gladiatrici del 1974. Diventa celebre in patria grazie alla saga fantasy vampiresca tratta dai romanzi di Sergej Luk'janenko. I primi capitoli della saga I guardiani della notte e I guardiani del giorno, sono stati un clamoroso successo al botteghino russo, usciti anche in Italia, ma con scarso successo.
In patria è celebre anche una serie di spot pubblicitari per la banca russa Bank Imperial. Nel 2007 dirige il suo primo film hollywoodiano, Wanted - Scegli il tuo destino, basato sull'omonimo fumetto di Mark Millar, con James McAvoy e Angelina Jolie. Il suo debutto hollywoodiano si dimostra un successo, sbancando i botteghini di mezzo mondo, tra cui quello italiano.

## Filmografia

### Regista
- Pešavarskij val's (1994)
- The Arena (2001)
- I guardiani della notte (Nočnoj dozor) (2004)
- I guardiani del giorno (Dnevnoj dozor) (2006)
- Ironija sud'by. Prodolženie (2007)
- Wanted - Scegli il tuo destino (Wanted) (2008)
- Ёlki (2010)
- La leggenda del cacciatore di vampiri (Abraham Lincoln: Vampire Hunter) (2012)
- Ëlki 1914 (2014)
- Ben-Hur (2016)
- Ëlki 5 (2016)
- Profile (2018)
- Devjataev (2021)

### Produttore
- Ironija sud'by. Prodolženie, regia di Timur Bekmambetov (2007)
- 9, regia di Shane Acker (2009)
- Black Lightning - Il padrone del cielo (Čërnaja molnija), regia di Aleksandr Vojtinskij e Dmitrij Kiselëv (2009)
- Happy People: A Year in the Taiga, regia di Werner Herzog e Dmitrij Vasjukov - documentario (2010)
- Ëlki, regia di Timur Bekmambetov (2010)
- Vykrutasy, regia di Levan Gabriadze (2011) - produttore esecutivo
- Apollo 18, regia di Gonzalo López-Gallego (2011)
- Ëlki 2, regia di Dmitrij Kiselëv, Aleksandr Baranov, Aleksandr Kott e Levan Gabriadze (2011)
- Smešariki. Načalo, regia di Denis Černov (2011)
- L'ora nera (The Darkest Hour), regia di Chris Gorak (2011)
- La leggenda del cacciatore di vampiri (Abraham Lincoln: Vampire Hunter), regia di Timur Bekmambetov (2012)
- Džentl'meny, udači!, regia di Dmitrij Kiselëv e Aleksandr Baranov (2012)
- La regina delle nevi (Snežnaja koroleva), regia di Vladlen Barbė e Maksim Svešnikov (2012)
- Igra v pravdu, regia di Viktor Šamirov (2013)
- Gor'ko!, regia di Žora Kryžovnikov (2013)
- Ëlki 3, registi vari (2013)
- Unfriended, regia di Levan Gabriadze (2014)
- La regina delle nevi 2 (Snežnaja koroleva 2. Perezamorozka), regia di Aleksej Cicilin (2014)
- Gor'ko! 2, regia di Žora Kryžovnikov (2014)
- Ëlki 1914, regia di Timur Bekmambetov (2014)
- Ëolki lochmatye, regia di Maksim Svešnikov (2015)
- Hardcore! (Hardcore Henry), regia di Il'ja Najšuller (2015)
- Dragon (On – drakon), regia di Indar Džendubaev (2015)
- Samyj lučšij den', regia di Žora Kryžovnikov (2015)
- Vzlomat' blogerov, regia di Maksim Svešnikov (2016)
- Ëlki 5, regia di Timur Bekmambetov (2016)
- Il tempo dei primi - Spacewalker (Vremja pervych), regia di Dmitrij Kiselëv (2017)
- Edison - L'uomo che illuminò il mondo (The Current War), regia di Alfonso Gomez-Rejon (2017)
- Searching, regia di Aneesh Chaganty (2018)
- Profile, regia di Timur Bekmambetov (2018)
- Unfriended: Dark Web, regia di Stephen Susco (2018)
- Lezioni di persiano (Persian Lessons), regia di Vadim Perelman (2020)
- Missing, regia di Will Merrick e Nick Johnson (2022)

## Onorificenze

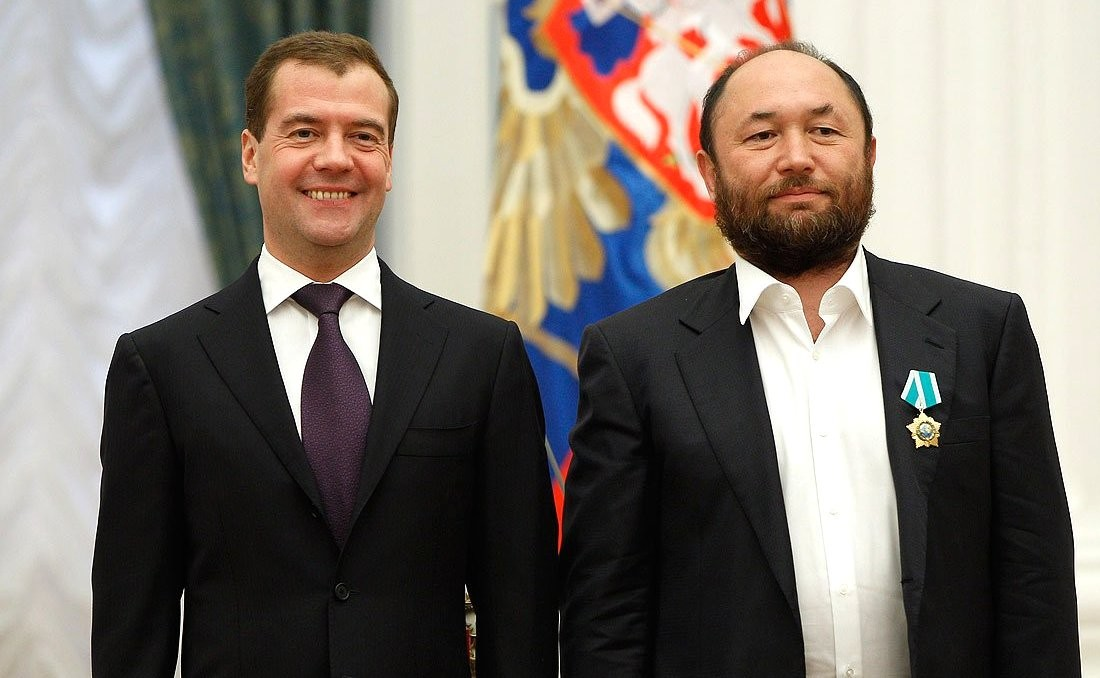
Bekmambetov col presidente russo Dmitrij Medvedev alla cerimonia di consegna del suo Ordine dell'Amicizia.

### Sceneggiatore
- Pešavarskij val's, regia di Timur Bekmambetov (1994)
- I guardiani della notte (Nočnoj dozor), regia di Timur Bekmambetov (2004)
- I guardiani del giorno (Dnevnoj dozor), regia di Timur Bekmambetov (2006)
- Ironija sud'by. Prodolženie, regia di Timur Bekmambetov (2007)
- Ëlki, regia di Timur Bekmambetov (2010)
- Ëlki 2, regia di Dmitrij Kiselëv, Aleksandr Baranov, Aleksandr Kott e Levan Gabriadze (2011)
- Profile, regia di Timur Bekmambetov (2018)